# Saint-Pierre-de-Broughton
Saint-Pierre-de-Broughton es un municipio canadiense situado en la provincia de Quebec.

## Superficie
Saint-Pierre-de-Broughton tiene una superficie de 150,56 km².

## Demografía
En 2021, tenía 889 habitantes, una densidad poblacional de 5,9 hab./km², y 453 viviendas.